# Operazione Unified Response

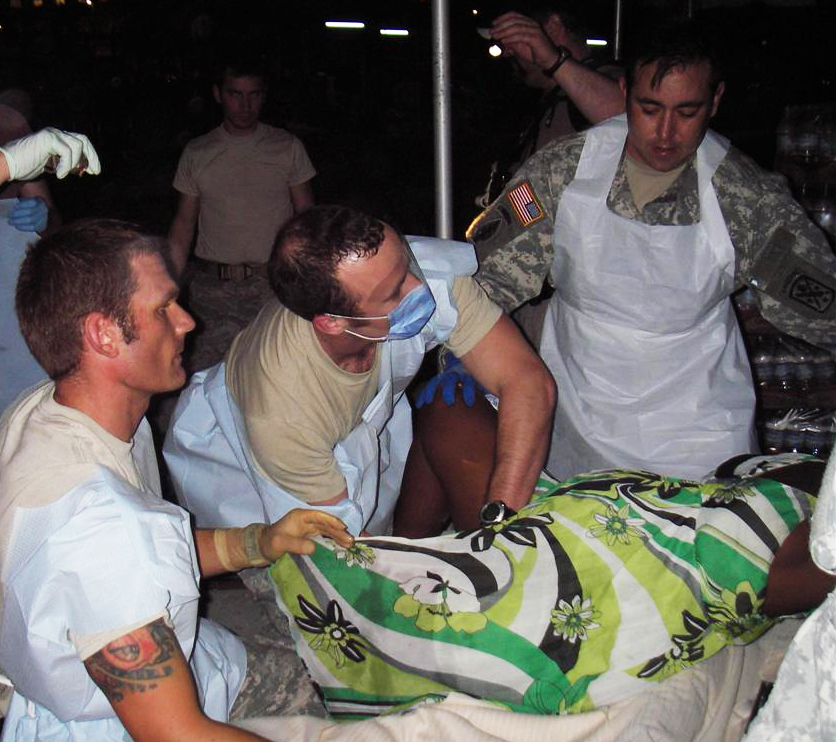
Medici della 95th Civil Affairs Brigade (US Army) assistono una partoriente durante le attività di soccorso. La madre chiamerà la bimba "Samantha" in onore dello Zio Sam.

L'operazione Unified Response è stata l'iniziativa umanitaria delle forze armate statunitensi in occasione del terremoto di Haiti del 2010. È stata condotta dalla Joint Task Force Haiti  e comandata dal vicecomandante generale di United States Southern Command (USSOUTHCOM) tenente generale Ken Keen, benché l'iniziativa complessiva del governo USA fosse diretta da Rajiv Shah, amministratore della United States Agency for International Development (USAID).
L'iniziativa vedeva la partecipazione di personale di tutte le forze americane. La US Navy così elencava le risorse che aveva schierato nell'area al 19 gennaio: "17 navi, 48 elicotteri e 12 velivoli ad ala fissa" oltre a 10 000 marinai e marine. Il 26 gennaio, le forze armate USA avevano 17 000 effettivi ad Haiti e dintorni. Tra l'inizio della missione umanitaria ed il 18 febbraio la US Air Force aveva trasportato quasi 6 000 soccorritori e 19 milioni di libbre di carico ed inoltre evacuato 15 000 cittadini americani ed eseguito aerotrasporti sanitari per 223 pazienti haitiani in condizioni critiche.
La missione comprendeva il trasporto via aerea di provviste, l'allontanamento degli sfollati e delle persone bisognose di cure mediche, il caricamento di provviste sugli elicotteri presso il PAP, la disseminazione in vari punti intorno a Port-au-Prince, l'aviolancio delle provviste con aerei ad ala fissa, l'allestimento di un ospedale da campo presso il porto internazionale di Port-au-Prince, la riparazione di un molo al porto, la ricognizione per immagini da risorse satellitari, Global Hawk e U-2.

## Cronologia della missione

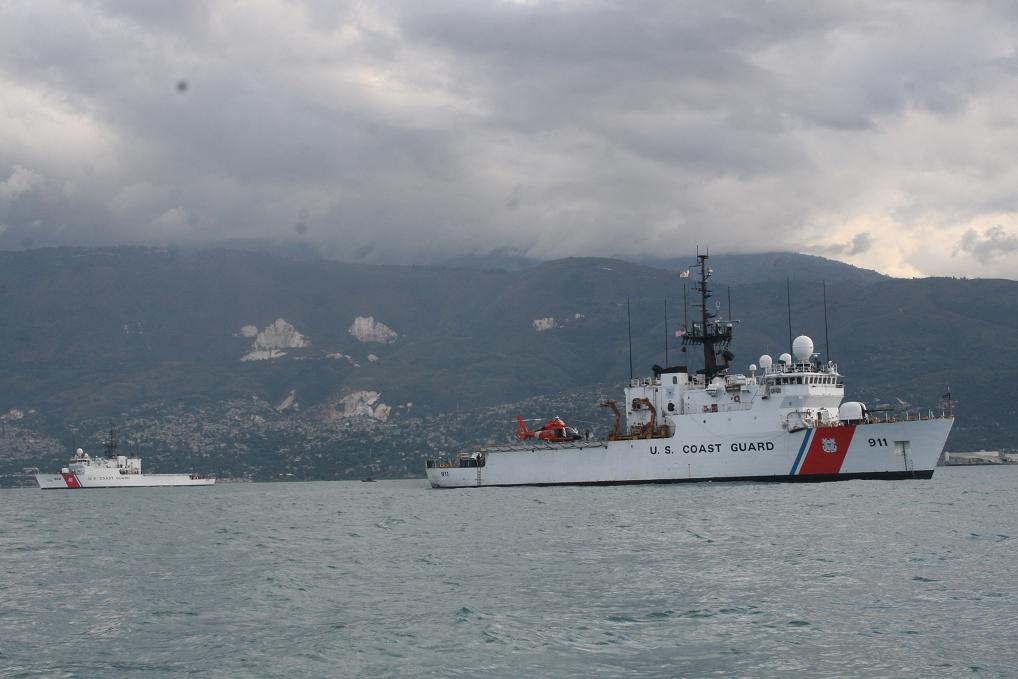
Due imbarcazioni ("cutters") della United States Coast Guard al largo di Port-au-Prince, Haiti. Sullo sfondo la USCGC Forward.

- Le imbarcazioni della United States Coast Guard USCGC Forward (WMEC-911) e USCGC Mohawk (WMEC-913) arrivarono a Port-au-Prince il 13 gennaio. Un Maritime Intelligence Support Team ("Squadra di supporto di intelligence marittima") imbarcato sulla Forward fece una stima dei danni subiti dal porto.[7] Le due unità erano appoggiate dal cacciatorpediniere USS Higgins (DDG-76).[8] Il 13 gennaio arrivarono anche due aerei USAF per operazioni speciali MC-130H Combat Talon II con provviste di emergenza, squadre mediche e delle forze speciali.[9] Furono inviate anche altre navi della guardia costiera, tra cui la USCGC Valiant (WMEC-621) e la USCGC Tahoma (WMEC-908).[10]
- Al 14 gennaio, personale USAF delle operazioni speciali aveva preso il controllo dell'aeroporto Internazionale Toussaint Louverture in Port-au-Prince, dopo aver sgombrato le piste e istituito un controllo permanente del traffico aereo.[11]
- Il 15 gennaio la portaerei USS Carl Vinson (CVN-70) giunse in rada a Port-au-Prince per prestare soccorso sanitario, con il suo personale addestrato, dotazioni di emergenza e 19 elicotteri sul ponte.[12]
- La nave ospedale della marina USA USNS Comfort (T-AH-20) con 1 000 letti e 956 operatori specializzati fu schierata ad Haiti, assieme alla fregata missilistica USS Underwood (FFG-36), e all'incrociatore missilistico USS Normandy (CG-60).[13][14][15]
- Circa 2 000 marine della 22nd Marine Expeditionary Unit di stanza a Camp Lejeune furono trasferiti con le navi USS Bataan (LHD-5), USS Carter Hall (LSD-50), e USS Fort McHenry (LSD-43);[16] mentre a partire dal 13 gennaio furono inviati soldati dell'esercito appartenenti al XVIII Airborne Corps e alla 82nd Airborne Division di Fort Bragg.[15][17][18]
- Il 16 gennaio la USS Bunker Hill (CG-52) arrivò ad Haiti, in appoggio alla Carl Vinson.[19]
- Il 17 gennaio la USCGC Oak (WLB-211) e la USNS Grasp (T-ARS-51) arrivarono a Port-au-Prince per iniziare a riparare i pontili.
- Il 18 gennaio la USS Gunston Hall (LSD-44) attraccò alla base di Killick, iniziando le operazioni di soccorso.[20]
- Altri marine della 24th MEU sulle navi USS Nassau (LHA-4), USS Mesa Verde (LPD-19) e USS Ashland (LSD-48),[21] salpate dalla Naval Station Norfolk il 18 gennaio, furono dirottati il 20 dalla loro destinazione originaria, il Medio Oriente.[22] Questo fu il primo caso di uso del V-22 Osprey per una missione umanitaria.[21]
- Quattro feriti, membri del personale dell'ambasciata americana, furono evacuati alla base navale di Guantánamo (Cuba) da elicotteri della guardia costiera statunitense.[23][24]
- Al 21 gennaio circa 10 500, di cui 8 300 cittadini USA, erano stati evacuati da Haiti agli Stati Uniti.[25] Si ritenne che i cittadini americani presenti ad Haiti al momento del terremoto fossero circa 45 000.
Nella stessa data il 260th Air Traffic Control Squadron (ATCS) in collaborazione con il 248th e 258th ATCS assunsero il controllo aereo, più che raddoppiando realmente la consegna di aiuti e provviste.
- Il 1 febbraio, le navi Carl Vinson, Bunker Hill e USNS Henson (T-AGS-63), terminata la loro missione, lasciarono Haiti.[26]
- Il 3 febbraio la Higgins terminò la sua missione di soccorso e fece rotta verso il suo porto di origine.[27]
- L'8 febbraio la 24th MEU e l'amphibious ready group Nassau ricevettero l'ordine di ripristinare il loro dispiegamento originario in Medio Oriente.[28]
- Il 12 febbraio la forza di soccorso USA era stata ridimensionata da circa 20 000 a circa 13 000 effettivi.[29]
- Il 13 febbraio la Gundston Hall terminò la sua missione e ritornò alla missione originaria.[30]
- Il 14 febbraio il 190th Civil Engineering Squadron della Kansas Air National Guard rientrò in patria.[31]
- Il 18 febbraio la Oak lasciò Haiti e rientrò al porto di origine.[32]
- Il 1 marzo la Carter Hall ricevette l'ordine di rientrare in patria.[33]
- L'8 marzo la Comfort aveva dimesso l'ultimo paziente,[33] e partì il 10 marzo.[34]
- Il 24 marzo il 22nd MEU e l'ARG Nassau furono esonerati dalla missione e ripresero la via di casa.[35][36]

## Reazioni internazionali
Le Nazioni Unite espressero approvazione per la missione, e dichiararono che le truppe americane non sarebbero rimaste a lungo.
Parte dell'opinione pubblica francese manifestò insoddisfazione sia per la preponderanza dell'attività di soccorso americana rispetto a quella europea, sia per il ruolo di comando assunto dalle truppe USA sul terreno.
Rispecchiando questi sentimenti il Ministro francese per la francofonia, Alain Joyandet, descrisse gli Stati Uniti come "occupanti" di Haiti, portando ad esempio l'assunzione del controllo del traffico aereo nel paese.
In una dichiarazione il governo italiano prese le distanze dal capo della Protezione civile Guido Bertolaso, che aveva affermato che l'iniziativa USA era mal condotta e mal gestita. per la mancanza di "rapporto" con le organizzazioni di soccorso e la popolazione locale.
Parecchi leader latino-americani accusarono gli Stati Uniti di occupare militarmente Haiti. Questi leader socialisti, tutti critici da tempo verso gli Stati Uniti, comprendevano il presidente venezuelano Hugo Chávez l'ex presidente cubano Fidel Castro, il presidente boliviano Evo Morales e il presidente nicaraguegno Daniel Ortega. Attraverso il loro Dipartimento di Stato gli Stati Uniti respinsero le accuse e posero in risalto il fatto che le forze USA si trovavano laggiù dietro invito del governo haitiano. Nonostante questo, Ron Paul, esponente repubblicano del Texas presso il Congresso degli Stati Uniti d'America, contestò la risoluzione 1021 della Camera dei rappresentanti menzionando le preoccupazioni circa "la possibilità di un'occupazione militare USA a tempo indeterminato di Haiti".

## Altre conseguenze
Il sergente maggiore capo USAF Antonio D. Travis è stato nominato uno delle 100 persone più influenti del mondo per il 2010 dalla rivista TIME per il suo ruolo nell'operazione Unified Response. Il Capo Travis è un combat controller intervenuto a Port-au-Prince 30 ore dopo il terremoto. La sua squadra mise insieme un organismo per condurre operazioni di controllo del traffico aereo per l'aeroporto internazionale Toussaint L'Ouverture, e gli fu riconosciuto il merito di aver organizzato la più grande operazione su pista singola della storia.
Il combat control team governò l'aeroporto per 12 giorni dopo che l'US Air Force ne aveva preso il comando. In questi 12 giorni il team sorvegliò più di 4 000 decolli e atterraggi, in media uno ogni cinque minuti. La loro opera è ritenuta essenziale per assicurare l'approdo in sicurezza di molte squadre di soccorso da ogni parte del mondo e la consegna di migliaia di tonnellate di forniture salva-vita.